# Делагарди, Эбба Мария
Эбба Мария Делагарди (швед. Ebba Maria De la Gardie; 28 марта 1658, Тулльгарн — 9 июля 1697, Стокгольм) — шведская поэтесса. Была фрейлиной Ульрики Элеоноры Датской.

## Биография
Эбба Мария Делагарди родилась в Тулльгарне 28 марта 1658 года. Её родители, Беата фон Кёнигсмарк и Понтус Фредрик Делагарди, принадлежали к старинным шведским родам.
Эбба Мария, как и её младшая сестра Юханна Элеонора Делагарди, получила хорошее образование и обладала литературными способностями. Однако до нашего времени дошло лишь небольшое количество её стихотворений, некоторые из которых написаны на немецком языке.
Эбба Мария Делагарди была близка ко двору и служила фрейлиной королевы Ульрики Элеоноры Датской. На смерть королевы в 1693 году она откликнулась траурным стихотворением. Кроме того, она переписывалась с кронпринцем Карлом, будущим королём Карлом XII; сохранилось поздравительное стихотворение, посланное ему поэтессой.
Помимо литературы, Эбба Мария интересовалась театром. Этот интерес разделяли также её сестра и её кузины Аврора фон Кёнигсмарк и Амалия Вильгельмина фон Кёнигсмарк. Известно, что в 1864 году они, при поддержке и содействии королевы, поставили «Ифигению» Расина.
Эбба Мария Делагарди прожила недолгую жизнь. Она умерла незамужней, в возрасте 39 лет. В библиотеке Уппсальского университета хранится её рукопись «Der Nordischer Weihrauch» («Северный фимиам»), состоящая из традиционных стихотворений на случай и более оригинальных текстов, в которых говорится о стремлении к подлинной, духовной свободе.